# 椰林閣餐廳

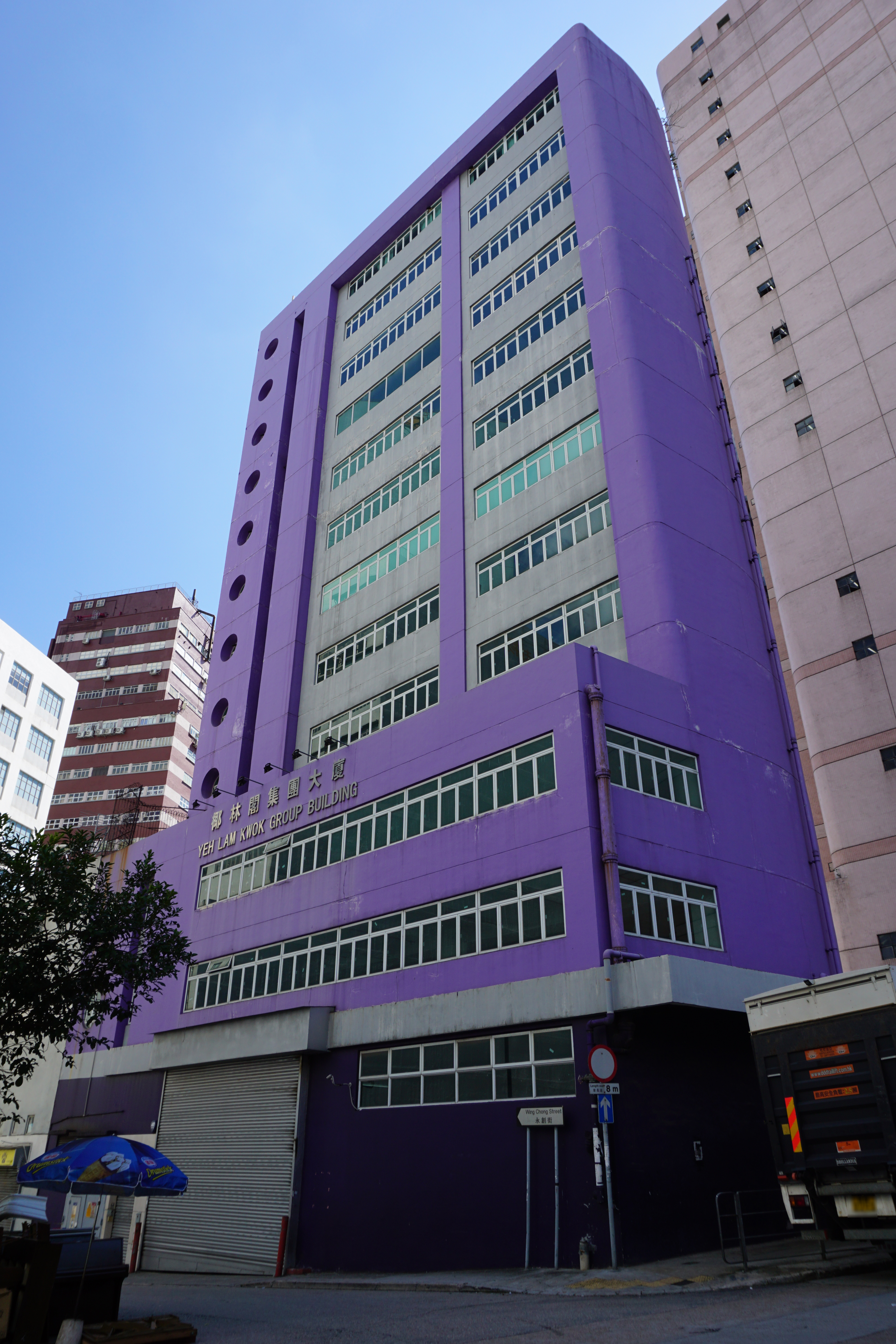
椰林閣集團大廈

椰林閣餐廳（Yeh Lam Kwok Restaurant）成立於1988年屯門華都花園，是香港一家連鎖餐廳，目前連同旗下其他食肆共有26間分店，遍佈香港島、九龍、新界各大型商場和旺區，是香港各大商場發展商例如新鴻基地產集團、長江實業集團、信和置業集團、恆基地產集團及領展房地產投資信託基金旗下商場的特約商戶。
2004年，集團旗下有51間西餐廳與中華電力合作，在9間新開的分店中全面使用電能爐具。
部分餐廳曾經採用「紅樹林餐廳」（Red Forest Restaurant）品牌經營，現時有華都花園、秀茂坪商場及葵涌商場3分店，另以木椰餐廳開設6分店，包括慈雲山中心、興華廣場、卓爾廣場、上水名都、黃大仙中心南馆、愛定商場，椰仔冰室開設4分店，包括祥華邨商場、元朗鳳琴街、屯門鄉事會路、屯門三聖邨，御名園開設4分店，包括鴨脷洲利東邨商場、荔枝角碧海藍天AEON、荃灣千色滙、元朗鴻運中心，御小館1店，名苑酒家2店，海天花園酒家3店，名點屋1店，香港達人1店，集團現時在香港合共開設26分店。

## 旗下餐廳
- 椰林閣餐廳（華都花園、葵涌商場及秀茂坪商場） 3分店
- 木椰餐廳（慈雲山中心、黃大仙中心南館、興華廣場、卓爾廣場、上水名都、愛定商場）6分店
- 椰仔冰室（祥華邨商場、元朗鳳琴街、屯門鄉事會路、屯門三聖邨） 4分店
- 香港達人 (豪景商場） 1分店
- 御名園（鴨脷洲利東邨商場、荔枝角碧海藍天AEON、荃灣千色滙、元朗鴻運中心） 4分店
- 御小館（黃大仙中心南館） 1分店
- 名苑酒家（銅鑼灣廣場2期、葵涌活@KCC） 2分店
- 海天花園酒家（屯門三聖邨、荃灣大河道、元朗） 3分店
- 名點屋（屯門屯門市廣場AEON）1分店
- 薀莎餐廳（屯門寶怡商場） 1分店

## 旗下已結業的餐廳
- 紅樹林餐廳（西餐／東南亞菜），值得一提的是，在尖東港晶中心及新文華中心有一間售賣台式飲品小食的食店稱為紅樹林，實際上只是同名食肆，與椰林閣集團旗下的紅樹林餐廳並無關係。而香港部份中小學校內的食物部亦稱紅樹林，實際上是由香港其中一個學校午膳供應商——帆船飲食管理有限公司經營，與椰林閣集團旗下的紅樹林餐廳亦無關係。
- 板橋壽司（日式）
- 東南加（新世紀廣場美食廣場）（東南亞菜）
- 南莊園京滬名菜（天水圍嘉湖銀座（現稱+WOO 嘉湖），結業後同一位置曾改為同一集團的紅樹林餐廳，而商場同層本身已經設有一間同集團的薀莎餐廳，商場的下一層亦有一間椰林閣餐廳，三間餐廳的菜單幾乎一樣，後來紅樹林餐廳結業成為今天由生利集團經營的湘川滬，薀莎餐廳則成為現在的樓上燕窩莊）
- 喜林閣素食（中式素食）（屯門市廣場，因商場轉型結業）
- 紅石餐廳（慈雲山中心、秀茂坪商場（秀茂坪分店結業後同一位置曾改為轉為木椰餐廳繼續營業至2013年，後於2018年搬至另一鋪位以薀莎餐廳名義繼續營業，2025年改回椰林閣餐廳））
- 紅鄉村餐廳（將軍澳東港城，曾被附近TKO Gateway的椰林閣餐廳取代）
- 香港18（海怡西商場、旺角銀城廣場) 、西九龍中心、尖沙咀）
- 阿一燒鵝（+woo）
- New York Café n Bar（元朗）
- SEAPORT Bar n Café（元朗）
- 海天小館（元朗）
- 東南加（麗港城, 天晉滙）
- 檳城（興華廣場）
- 香港達人 (黃大仙中心南館，新翠商場、愛定商場、凱源工業大廈)

## 外部連結
- 網站 椰林閣餐廳
- 「開飯」網站介紹